# 拉桑
拉桑（德語：Lassan，發音：[laˈsan] ⓘ）是德国梅克伦堡-前波美拉尼亚州前波美拉尼亚-格赖夫斯瓦尔德县的城市，面积28.21平方千米，2023年12月31日人口为1,473人。